# Xanthorrhoea glauca
Xanthorrhoea glauca és una espècie de planta de la família de les asfodelàcies, la qual creix molt lentament però que pot arribar a viure fins a 400 anys. Es considera una herba arborescent, ja que les seves fulles tenen aspecte d'herba. Les plantes joves es caracteritzen per no tenir tronc, i necessiten fins a 20 anys perquè comencin a formar-se. El tronc pot mesurar d'1 a 5 m d'alçada, essent aquest ramificat o no i més o menys esfèric.
Són resistents als incendis, i la seva estratègia per a això és segregar una resina que les fa resistents als incendis poc intensos. D'aquí prové el seu altre nom amb què se la coneix, "Black boy" o noi negre, ja que després de l'incendi queda el tronc ennegrit coronat d'un plomall similar als pèls del cap. Són també resistents a les sequeres i gelades, però no a l'excés d'aigua.
Floreixen a la primavera, formant unes grans espigues que tarden a créixer un mes i mig, amb centenars de flors blanques. Les flors produeixen un nèctar molt dolç que atrau a nombrosos insectes.

## Galeria

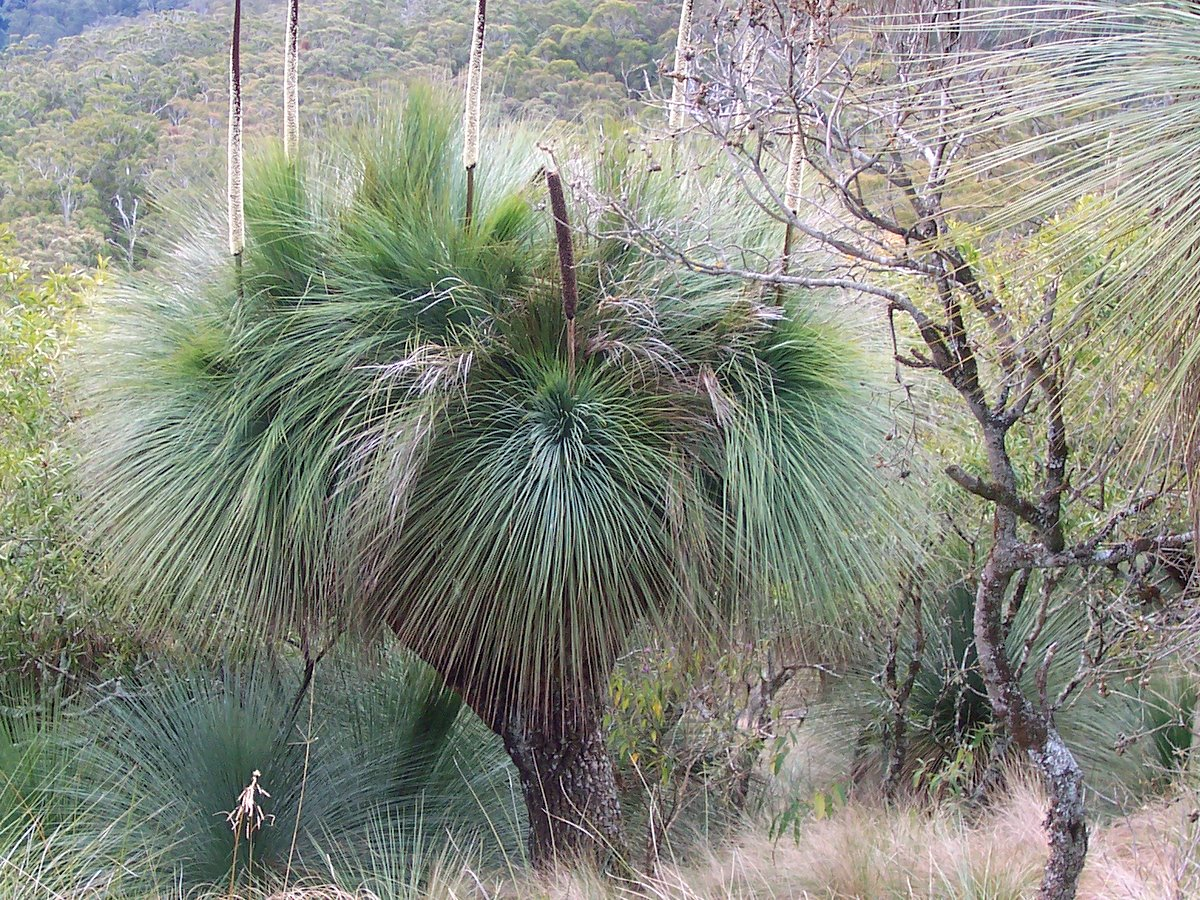
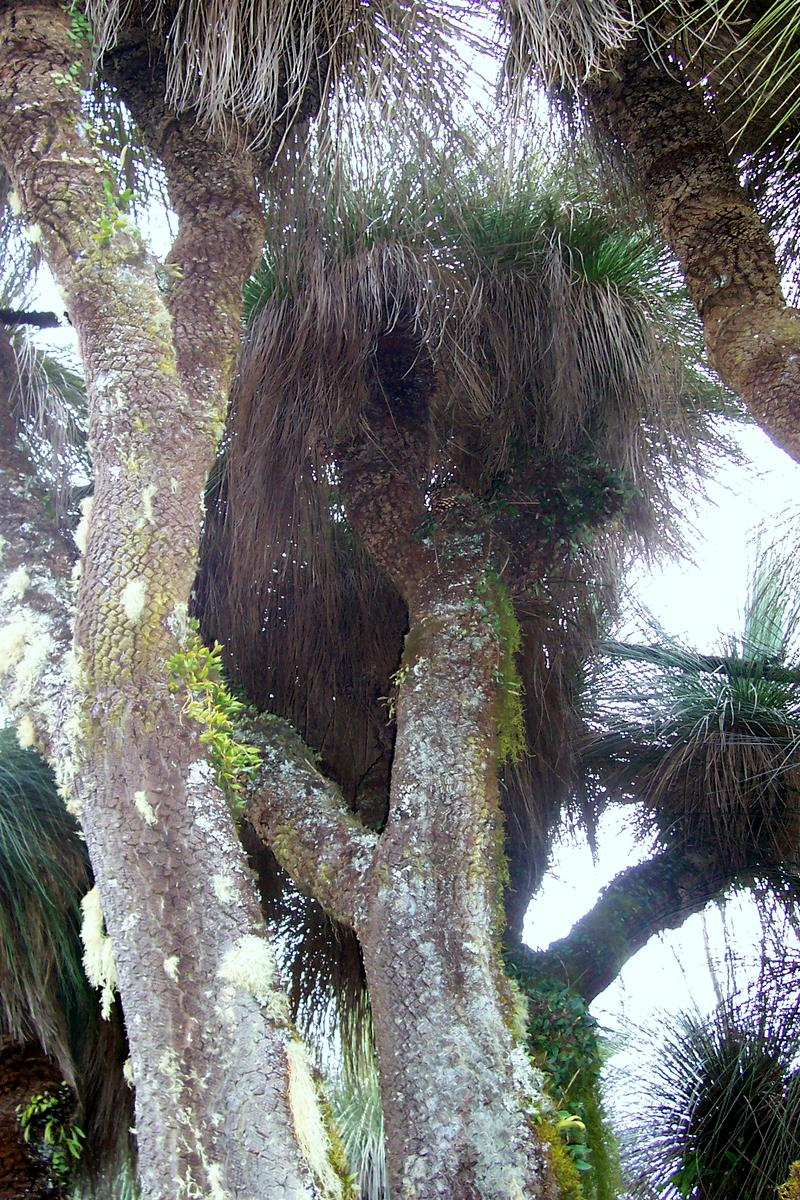
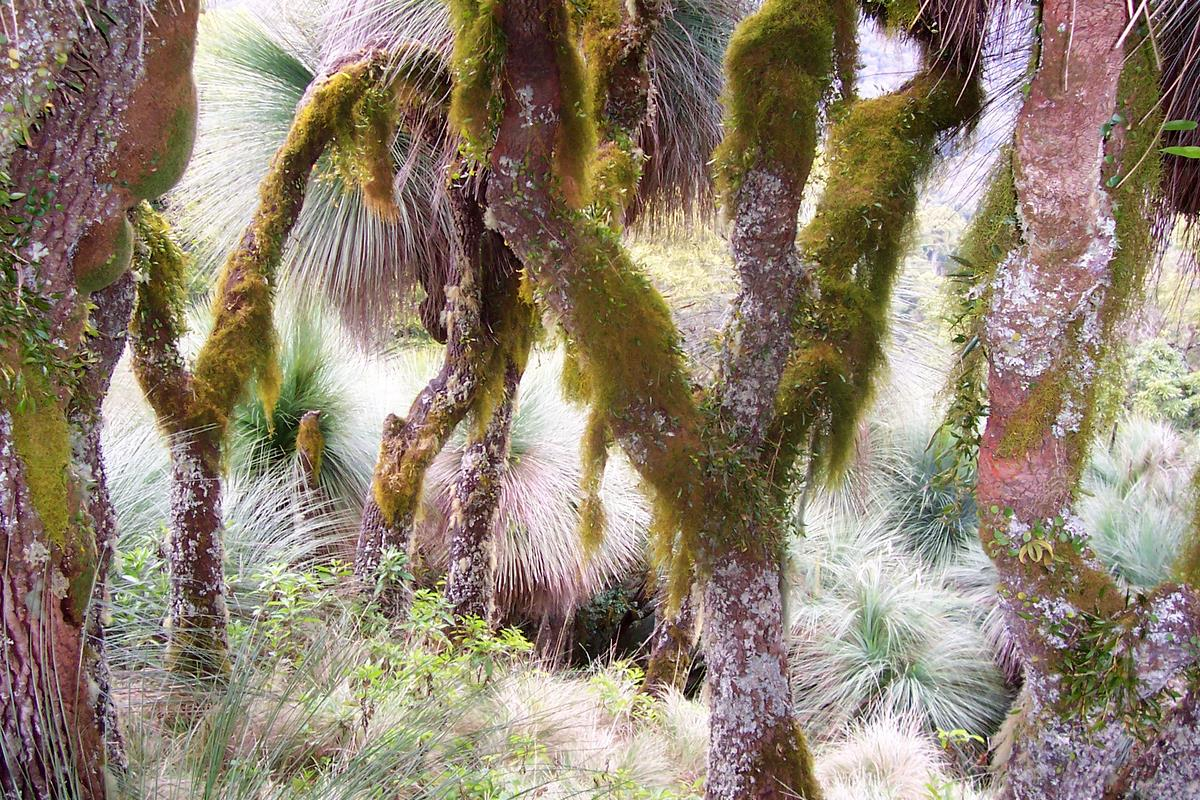
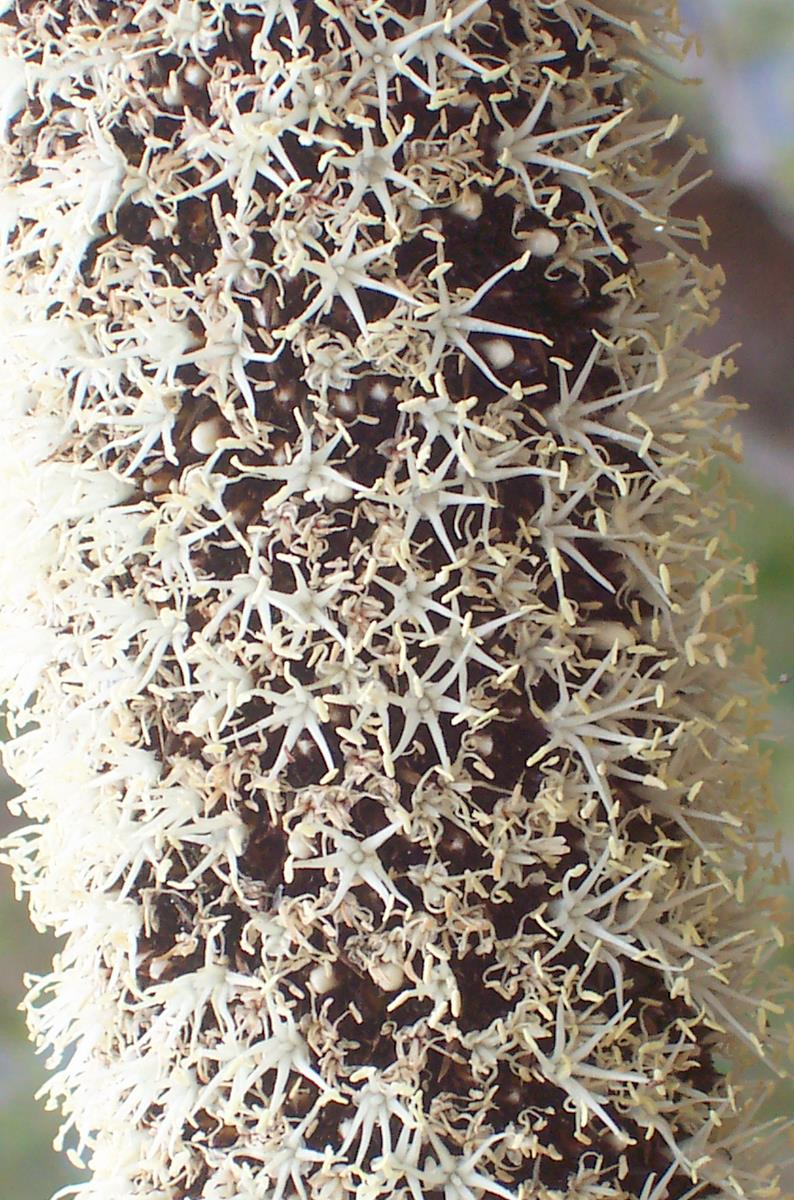